# Dysdera baetica
Dysdera baetica es una especie de arañas araneomorfas de la familia Dysderidae.

## Distribución geográfica
Es endémica del sur de la península ibérica (España).